# Ira H. Morgan
Pour les articles homonymes, voir Morgan.

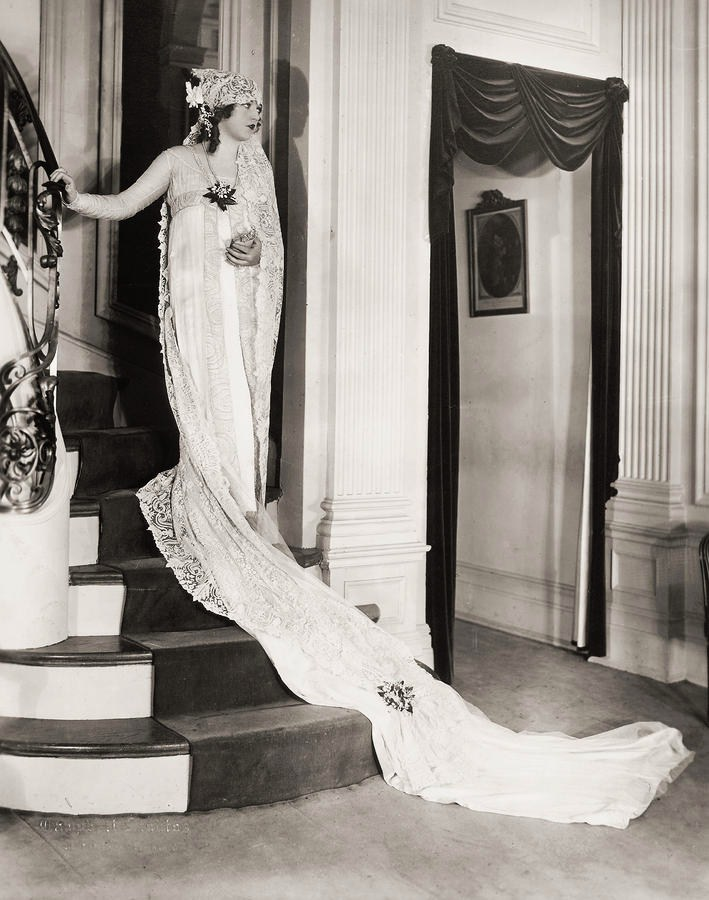
Roxelane (The Bride's Play) (1922)
Marion Davies

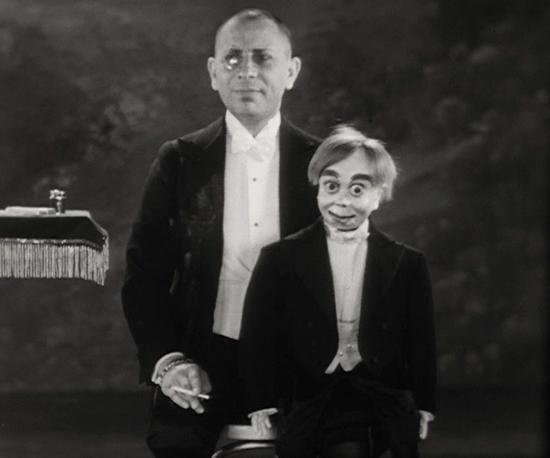
Gabbo le ventriloque (1929)
Erich von Stroheim

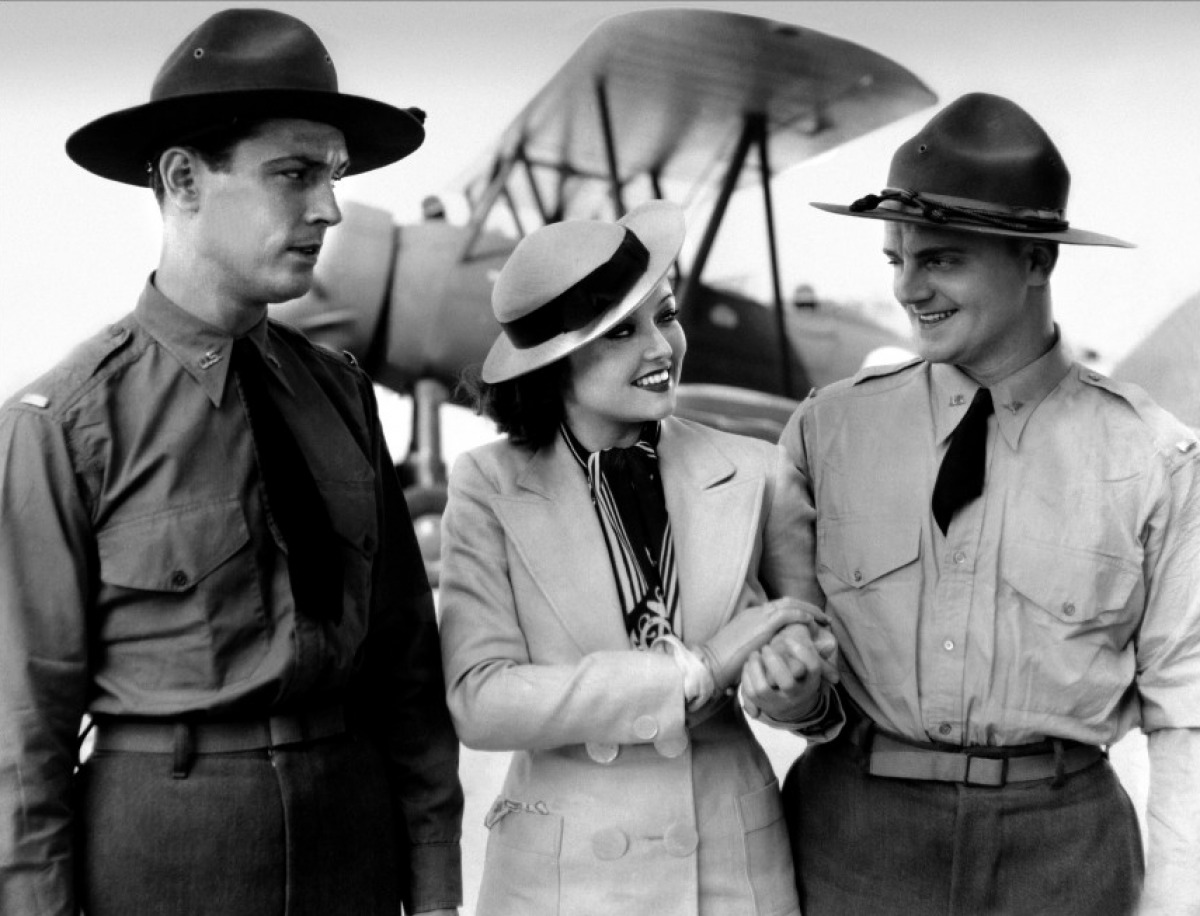
Lost in the Stratosphere (1934)
De g. à d. : Edward J. Nugent, June Collyer et William Cagney

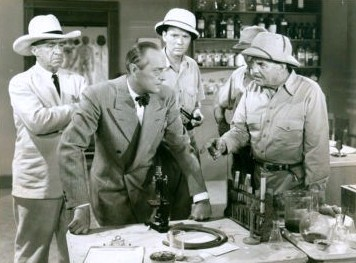
Le Mystère de la jungle (1943)
De g. à d. : J. Farrell MacDonald, Arno Frey, Howard Banks et Frank Buck

Ira Harry Morgan — né le 2 avril 1889 à Fort Ross (Californie), mort le 10 avril 1959 à San Rafael (Californie) — est un directeur de la photographie américain (membre de l'ASC), généralement crédité Ira H. Morgan ou Ira Morgan.

## Biographie
Comme chef opérateur, Ira H. Morgan travaille sur cent-soixante-dix-neuf films américains (dont près de cinquante muets), entre 1916 et 1957. À partir des années 1930, il collabore principalement à des serials (tel Batman et Robin en 1949, avec Lyle Talbot et Ralph Graves) et films de série B (tel Where Are Your Children? de William Nigh en 1943, avec Jackie Cooper, Gale Storm et Patricia Morison), y compris des westerns. Sa dernière contribution est pour The Cyclops de Bert I. Gordon (1957, avec James Craig et Lon Chaney Jr.).
Parmi ses films notables, mentionnons La Sorcière de Tod Browning (1925, avec Aileen Pringle et Conway Tearle), Le Bateau ivre de Jack Conway (1927, avec John Gilbert, Ernest Torrence et Joan Crawford), Jimmy the Gent de Michael Curtiz (1934, avec James Cagney et Bette Davis), ou encore Les Temps modernes de Charlie Chaplin (1936, avec Charlie Chaplin et Paulette Goddard).
À la télévision, Ira H. Morgan est directeur de la photographie sur deux séries, Dick Tracy (sept épisodes en 1950, avec Ralph Byrd dans le rôle-titre), puis Rintintin (douze épisodes en 1955-1956).

## Filmographie partielle

### Cinéma
- 1916 : Lying Lips d'Edward Sloman
- 1917 : Pride and the Man d'Edward Sloman
- 1918 : The Midnight Trail d'Edward Sloman
- 1918 : The Ghost of Rosy Taylor d'Edward Sloman et Henry King
- 1918 : Son triomphe (Social Briars), de Henry King
- 1919 : Poor Relations de King Vidor
- 1920 : L'Honneur de la famille (The Family Honor) de King Vidor
- 1920 : L'Homme au couteau (The Jack-Knife Man) de King Vidor
- 1921 : Enchantement (Enchantment) de Robert G. Vignola
- 1922 : Roxelane (The Bride's Play) de George Terwilliger
- 1922 : Régina (Beauty's Worth) de Robert G. Vignola
- 1922 : Sur les marches d'un trône (When Knighthood Was in Flower), de Robert G. Vignola
- 1922 : Le Visage dans le brouillard (The Face in the Fog) d'Alan Crosland
- 1923 : Patricia (Little Old New York), de Sidney Olcott
- 1923 : Les Ennemis de la femme (Enemies of Women) d'Alan Crosland
- 1924 : Janice Meredith d'E. Mason Hopper
- 1924 : Yolanda de Robert G. Vignola
- 1925 : La Sorcière (The Mystic) de Tod Browning
- 1925 : La Frontière humaine (Never the Twain shall meet) de Maurice Tourneur
- 1925 : Les Feux de la rampe (Pretty Ladies) de Monta Bell
- 1926 : Tom, champion du stade (Brown of Harvard) de Jack Conway
- 1926 : The Barrier de George W. Hill
- 1926 : Marine d'abord ! (Tell It to the Marines) de George W. Hill
- 1926 : Lovey Mary de King Baggot
- 1927 : A Little Journey de Robert Z. Leonard
- 1927 : Le Bateau ivre (Twelve Miles Out) de Jack Conway
- 1927 : Rookies de Sam Wood
- 1927 : Le Temps des cerises (Spring Fever) d'Edward Sedgwick
- 1927 : The Callahans and the Murphys de George W. Hill
- 1927 : L'Irrésistible (West Point) d'Edward Sedgwick
- 1928 : L'Infidèle (The Mating Call) de James Cruze
- 1928 : The Red Mark de James Cruze
- 1929 : Le Spectre vert (The Unholy Night) de Lionel Barrymore
- 1929 : L'Escadre volante (The Flying Fleet) de George W. Hill
- 1929 : La Tournée du grand duc (The Duke Steps Out) de James Cruze
- 1929 : Gabbo le ventriloque (The Great Gabbo) de James Cruze et Erich von Stroheim
- 1930 : Mademoiselle, écoutez-moi donc ! (The Girl Said No) de Sam Wood
- 1930 : Chasing Rainbows de Charles Reisner
- 1930 : Le Démon de la mer (The Sea Bat) de Lionel Barrymore et Wesley Ruggles
- 1930 : Man to Man d'Allan Dwan
- 1930 : Au large de Shanghaï (The Ship from Shanghai) de Charles Brabin
- 1932 : Manhattan Tower de Frank R. Strayer
- 1932 : Hotel Continental de Christy Cabanne
- 1933 : Curtain at Eight d'E. Mason Hopper
- 1933 : The World Gone Mad (en) de Christy Cabanne
- 1933 : The Vampire Bat de Frank R. Strayer
- 1933 : L'Irrésistible (Son of a Sailor) de Lloyd Bacon
- 1933 : The Sin of Nora Moran de Phil Goldstone
- 1934 : Lost in the Stratosphere de Melville W. Brown
- 1934 : Jimmy the Gent de Michael Curtiz
- 1934 : Girl o' My Dreams de Ray McCarey
- 1936 : Les Temps modernes (Modern Times) de Charlie Chaplin
- 1937 : The Westland Case de Christy Cabanne
- 1937 : The Girl Said No d'Andrew L. Stone
- 1938 : The Black Doll d'Otis Garrett
- 1942 : Criminal Investigator de Jean Yarbrough
- 1943 : Le Mystère de la jungle (Tiger Fangs) de Sam Newfield
- 1943 : Where Are Your Children? de William Nigh
- 1943 : L'Île des péchés oubliés (Isle of Forgotten Sins) d'Edgar G. Ulmer
- 1944 : Quand les lumières reviendront (When the Lights go on again) de William K. Howard
- 1944 : Surprise-partie (Johnny doesn't live Here any more) de Joe May
- 1944 : Bowery Champs de William Beaudine
- 1944 : Charlie Chan in the Secret Service de Phil Rosen
- 1944 : Étrange Mariage (When Strangers Marry) de William Castle
- 1945 : Mr. Muggs rides again de Wallace Fox
- 1945 : Sensation Hunters (en) de Christy Cabanne
- 1945 : Jungle Raiders de Lesley Selander
- 1947 : Le Dernier des peaux-rouges (Last of the Redmen) de George Sherman
- 1947 : Jack Armstrong de Wallace Fox
- 1948 : West of Sonora (it) de Ray Nazarro
- 1949 : Batman et Robin (Batman and Robin ou New Adventures of Batman and Robin, the Boy-Wonder) de Spencer Gordon Bennet
- 1949 : The Adventures of Sir Galahad de Spencer Gordon Bennet
- 1955 : Stone Age Romeos de Jules White
- 1957 : The Cyclops de Bert I. Gordon

### Télévision (intégrale)
(séries)
- 1950 : Dick Tracy, saison 1, sept épisodes
- 1955-1956 : Rintintin (The Adventures of Rin Tin Tin), saisons 1 et 2, douze épisodes